# Henri Paternóster
Henri Paternóster (* 9. Januar 1908 in Etterbeek; † 30. September 2007) war ein belgischer Fechter.

## Erfolge
Henri Paternóster nahm zweimal an Olympischen Spielen teil. 1936 blieb er ohne Medaillengewinn, als er mit der Mannschaft Fünfter wurde. Bei den Olympischen Spielen 1948 in London erreichte er im Einzel die vorletzte Runde. Mit der Mannschaft zog er in die Finalrunde ein, die er gemeinsam mit Georges de Bourguignon, Raymond Bru, Paul Valcke, André van de Werve de Vorsselaer und Édouard Yves hinter Frankreich und Italien auf dem Bronzerang abschloss.